# Boeing 717
Боїнг 717 (англ. Boeing 717) — реактивний пасажирський літак, вироблений концерном Боїнг. Літак McDonnell Douglas, MD-95 перейменований в Boeing 717 після придбання Боїнгом авіабудівних заводів McDonnell Douglas в серпні 1997 року, став останньою моделлю серії середньомагістральних літаків Douglas DC-9 та MD-80/90, яка випускалася з 1960-х років. Boeing-717 зайняв місце найменшого повітряного судна в модельному ряді Boeing. Перший політ Боїнг 717 здійснив 2 вересня 1998 року. Експлуатується з 12 жовтня 1999 року. Вироблявся з 1995 року по 23 травня 2006 року. Всього збудовано 156 літаків.

## Оператори Boeing 717

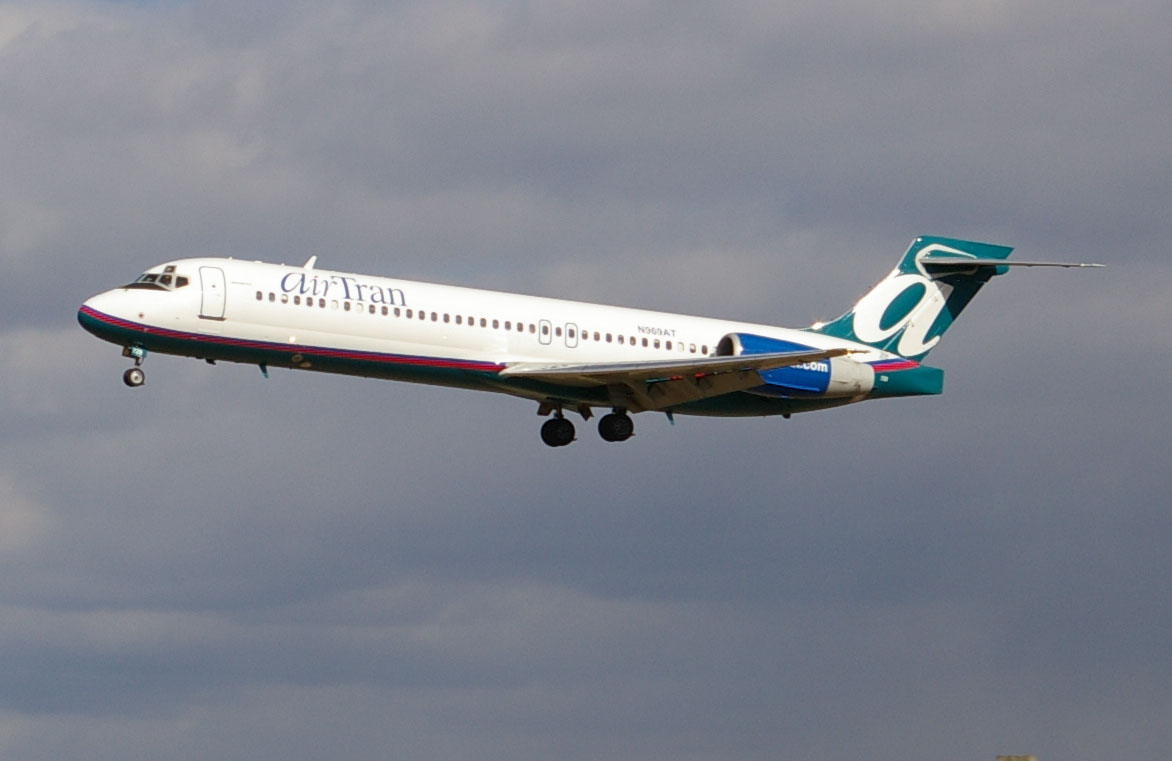
Boeing 717 авіакомпанії AirTran Airways

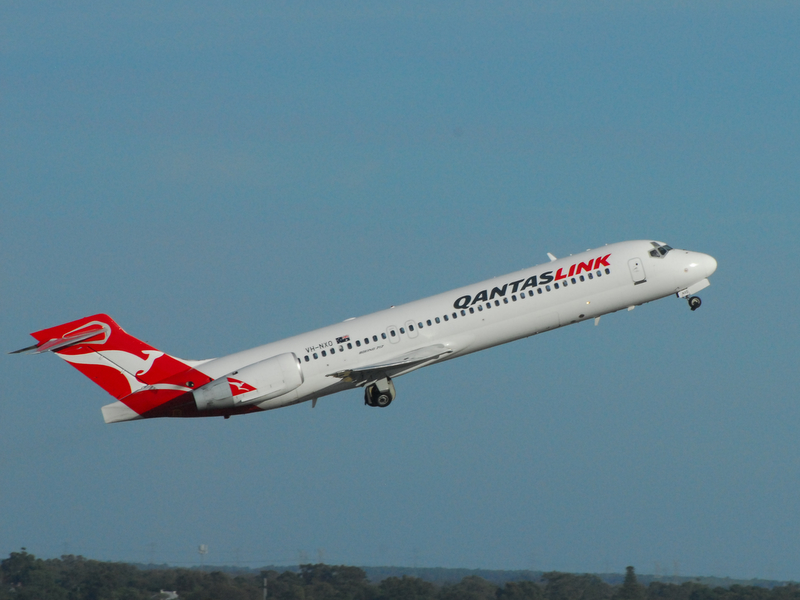
Boeing 717 авіакомпанії QantasLink злітає з Міжнародного аеропорту Перта, (2007)

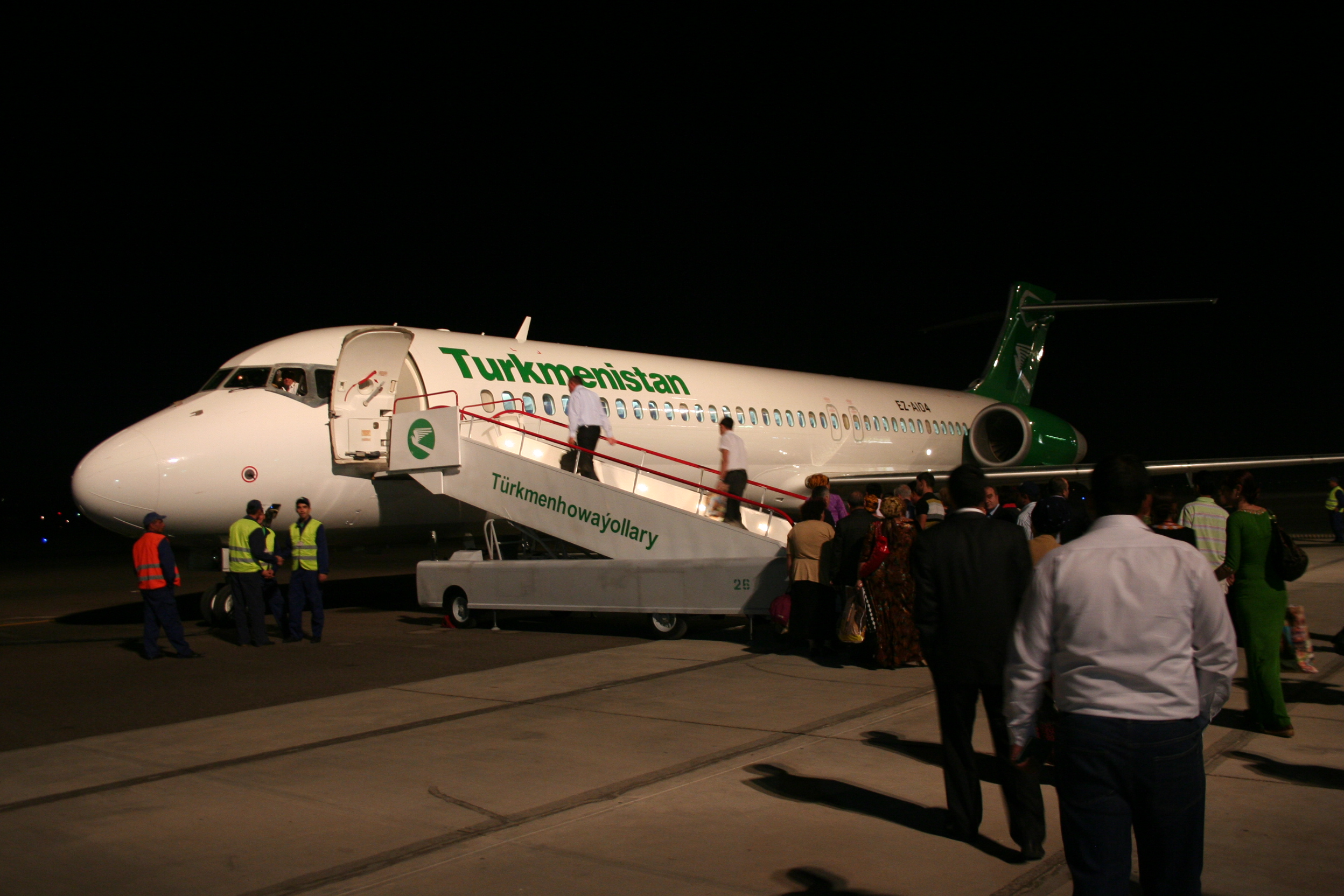
Боїнг 717 в аеропорту Ашгабаду

Всього станом на 12 лютого 2009 року в парку авіакомпаній знаходилося 154 літаки Boeing 717, з них 23 на зберіганні:
- AirTran Airways (88)[5][6](Ці літаки будуть віддані в оренду авіакомпанії Delta Air Lines у 2013 році[7][8])
- Midwest Airlines (9), виводяться з 2008[9]
- Hawaiian Airlines (18, з них 2 на зберіганні)[6][10]
- MexicanaClick (16 на зберіганні)[11]
- QantasLink (11)[12]
- Авіалінії Туркменістану (7, з них 2 на зберіганні)[6]
- Volotea (9)[13]
- Quantum Air (5 на зберіганні)
- Spanair (3)
- Bangkok Airways (2)
- Blue1 (9)[6]

## Технічні характеристики
| Тип                          | Boeing 717—200 Basic Gross Weight   | Boeing 717—200 High Gross Weight    |
| ---------------------------- | ----------------------------------- | ----------------------------------- |
| Тип фюзеляжу                 | Вузький                             | Вузький                             |
| Екіпаж                       | 2 чол.                              | 2 чол.                              |
| Довжина                      | 37,8 м                              | 37,8 м                              |
| Розмах крила                 | 28,47 м                             | 28,47 м                             |
| Висота хвоста                | 8,92 м                              | 8,92 м                              |
| Ширина фюзеляжу              | 3,3 м                               | 3,3 м                               |
| Площа крила                  | 92,9 м ²                            | 92,9 м ²                            |
| Кут стріловидності крила     | 24°                                 | 24°                                 |
| Максимальна місткість (пас.) | 106 (2 класи) 117 (1 клас)          | 106 (2 класи) 117 (1 клас)          |
| Максимальна злітна маса      | 49 900 кг                           | 54 900 кг                           |
| Вага порожнього літака       | 31 675 кг                           | 32 110 кг                           |
| Крейсерська швидкість        | 811 км/год                          | 811 км/год                          |
| Висота польоту               | 10 400 м                            | 10 400 м                            |
| Дальність польоту            | 2 645 км                            | 3 815 км                            |
| Двигуни                      | 2×Rolls Royce BR715-A1-30 (82,3 кН) | 2×Rolls Royce BR715-C1-30 (93,4 кН) |